# Boksycka
Boksycka – wieś w Polsce, położona w województwie świętokrzyskim, w powiecie ostrowieckim, w gminie Kunów.
W latach 1975–1998 miejscowość administracyjnie należała do województwa kieleckiego.
W obszar wsi wchodzi:
| SIMC    | Nazwa             | Rodzaj    |
| ------- | ----------------- | --------- |
| 0247002 | Serwitut Sławęcki | część wsi |

W miejscowości znajduje się przystanek kolejowy Boksycka, na szlaku linii kolejowej 25 – Łódź Kaliska – Dębica.
Z Boksyckiej pochodzi Władysław Baka, polski bankowiec, działacz polityczny, ekonomista, doktor habilitowany i profesor UW, Prezes Narodowego Banku Polskiego i minister-członek Rady Ministrów.